# Сухий степ Ярлунг-Цангпо
Сухий степ Ярлунг-Цангпо (ідентифікатор WWF: PA1022) — палеарктичний екорегіон гірських луків та чагарників, розташований на півдні Тибетського нагір'я в Китаї.

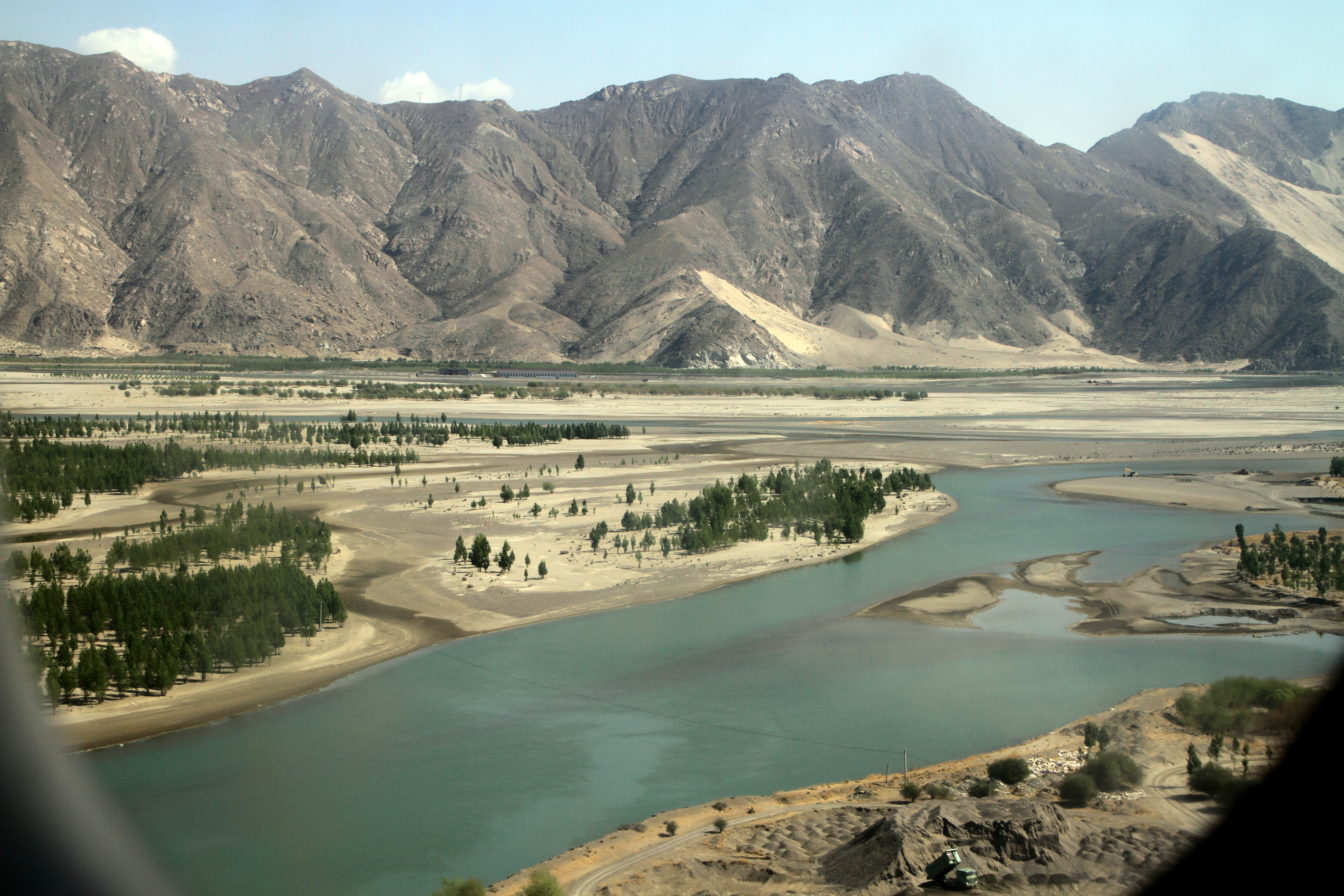
Долина Ярлунг-Цангпо в окрузі Шаньнань

## Географія
Екорегіон сухого степу Ярлунг-Цангпо охоплює долину річки Брахмапутра або Ярлунг-Цангпо, як її називають у Тибеті. Ця річка протікає із заходу на схід паралельно північним кордонам Індії, Непалу та Бутану. З півдня її долина обмежена Гімалаями, а з півночі — Трансгімалаями, які складаються з гір Гандісе та Ньєнчен-Танглха, і тягнуться паралельно Гімалаям приблизно на 150-200 км північніше. Екорегіон також включає долини деяких інших річок, які протікають в цьому регіоні, зокрема долину Ньянгчу, притоки Ярлунг-Цангпо, та долину Аруна, притоки Косі. В межах екорегіону розташоване озеро Ямжжо-Юмцо, одне з найбільших озер Тибету.
Загалом територія екорегіону є найбільш густонаселеною в Тибеті. Люди тут постійно мешкають впродовж понад 3500 років. В регіоні розташована Лхаса, столиця Тибетського автономного району, а також міста Шигацзе та Шаньнань. 
На півдні екорегіон переходить у східногімалайські альпійські чагарники та луки, на півночі — у альпійський степ Центрального Тибету, альпійські чагарники та луки Тибету та чагарники і луки Південно-Східного Тибету, а на сході — у субальпійські хвойні ліси Північно-Східних Гімалаїв.

## Клімат
В межах екорегіону переважає субарктичний клімат (Dwc за класифікацією кліматів Кеппена) або вологий континентальний клімат (Dwb за класифікацією Кеппена). Долина Ярлунг-Цагнпо розташована на нижчій висоті, ніж інші частини Тибетського плато, а влітку в ній часто дмуть теплі і сухі фени. Ці вітри формуються повітряними масами, що спускаються з північного схилу Гімалаїв. Таким чином, клімат регіону є більш м'яким, ніж клімат регіонів, розташованих на аналогічній висоті на південних схилах Гімалаїв. Середньорічна температура в ньому коливається від 4 до 8 °C, а в липні у Лхасі середня температура становить 16 °C. Середньорічна кількість опадів в екорегіоні коливається від 200 до 500 мм, зменшуючись зі сходу на захід. Тепла сонячна літня погода дозволяє вести продуктивне зрошуване сільське господарство.

## Флора
Основними рослинними угрупованнями екорегіону є степові луки, порослі чагарниками та різнотрав'ям. Чагарники можуть бути розкиданими по луках або рости більш згруповано, залежно від доступу до води. Вони, як правило, є рясно розгалуженими, і мають дрібне листя. Серед поширених в екорегіоні чагарників слід відзначити софору Муркрофта (Sophora moorcroftiana), тонкошкірник Сауранжа (Leptodermis sauranja) та цератостігму Гріффіта (Ceratostigma griffithii). Серед трав, що ростуть в степах регіону, слід відзначити ковилу Бунге (Stipa bungeana), повисле перлове просо (Pennisetum flaccidum), трищетинкову аристіду (Aristida triseta), орінус Торольда (Orinus thoroldii), полин Вебба (Artemisia webbiana) та трікераю Хукера (Trikeraia hookeri). 
На верхніх схилах долин, на висоті понад 4400 м над рівнем моря, помірні степи та чагарники переходять у холодний альпійський степ, який характеризується меншим видовим різноманіттям. Основу альпійського степу складає пурпурова ковила (Stipa purpurea). На сході в цих степах зустрічаються кущі чагарникового перстача (Dasiphora fruticosa) та скельної жимолості (Lonicera rupicola), а на заході — різнобарвної карагани (Caragana versicolor). На висоті понад 5000 м над рівнем моря на стабільних схилах росте карликова кобрезія (Kobresia pygmaea), а також зустрічаються подушкоподібні рослини, зокрема різні види піщанки (Arenaria spp.), переломника (Androsace  spp.) та горобинця (Oxytropis spp.).
Дослідження пилку та ґрунтів регіону показало, що раніше на значній території, яку наразі займають степи Ярлунг-Цангпо, були поширені хвойні ліси. Зміна лісів на степи відбулася у середині голоцену, 8000-3000 років тому, і вважається спричиненою людьми.

## Фауна
Тривала історія господарського освоєння регіону означає, що тут, у долині Ярлунг-Цангпо, мешкає менше великих ссавців, ніж в інших частинах Тибету. Серед поширених в екорегіоні ссавців слід відзначити блакитного нахура або бхарала (Pseudois nayaur), тибетського дзерена (Procapra picticaudata) та тибетську чіру (Pantholops hodgsonii). На сході регіону зустрічаються біломорді олені (Cervus albirostris). Раніше в степах екорегіону паслися архари (Ovis ammon hodgsoni), однак наразі вони вимерли.
Серед поширених в екорегіоні птахів слід відзначити ітагіна (Ithaginis cruentus), тибетську куріпку (Perdix hodgsoniae), довгодзьобого жайворонка (Melanocorypha maxima), чорнокрилого горобця (Montifringilla adamsi), гімалайську сіпараю (Aethopyga ignicauda), синьолобу горихвістку (Phoenicurus frontalis), білохвостого соловейка (Calliope pectoralis), вогнистогорлого соловейка (Calliope pectardens), рудочереву нільтаву (Niltava sundara), тибетського дрозда (Turdus maximus), лазурця (Grandala coelicolor), велику сутору (Conostoma aemodium), тибетського сорокопуда (Lanius tephronotus), довгодзьобу синицю (Pseudopodoces humilis), темного вівчарика (Phylloscopus fuligiventer), рожевогузу чечевицю (Carpodacus waltoni), тибетського чижа (Spinus thibetanus) та майже ендемічних бурощоких чагарниць (Trochalopteron henrici), великих бабаксів (Pterorhinus waddelli) та тибетських фазанів-вуханів (Crossoptilon harmani). Характерним представником екорегіону є чорношиїй журавель (Grus nigricollis). Близько 2/3 популяції цих рідкісних птахів зимує в долині Ярлунг-Цангпо, де журавлі живляться ячменем на полях, бульбами водно-болотних рослин та безхребетними.

## Збереження
Оцінка 2017 року показала, що 13 434 км², або 23 % екорегіону, є заповідними територіями. Основною природоохоронною територією екорегіону є Національний природний заповідник водно-болотних угідь Лалу.